# Cường Bạo đại vương
Cường Bạo đại vương (chữ Hán: 強暴大王), tên thật Phùng Cường Bạo (馮強暴) hoặc Phùng Bạo (馮暴) là một vị tướng thời Đinh và là một nhân vật được thần thánh hóa trong cổ tích Việt Nam. Ông xuất thân là một ngư dân ngang tàng, có sức khỏe và tài năng chiêu dân chống lại thiên tai, được triều đình nhà Đinh trọng dụng và ban thưởng. Ông được xem là sinh ra ở làng Bối Duyến, huyện Thiên Bản (nay thuộc làng Bối La, xã Cộng Hoà huyện Vụ Bản, tỉnh Nam Định), ngày nay vẫn còn đền thờ của ông

## Câu chuyện
Vào thời loạn 12 sứ quân, họ Phùng ở làng Hoa Thạch, huyện Lôi Dương, phủ Thiệu Thiên, Châu Ái (Thiệu Hóa, Thanh Hoá) đã hai đời di cư ra Bối Duyến (Vụ Bản, Nam Định) sinh sống, đến đời ông Phùng Văn Cường, lấy bà Nguyễn Thị Duyệt vốn người làng Lãng Tình, huyện Đông Quan (nay thuộc xã Thụy Chính, huyện Thái Thụy, tỉnh Thái Bình) đã lâu mà vẫn không sinh con. Ông bà dốc sức vào việc tạc tượng, đúc chuông, xây cầu dựng chùa… và làm điều phúc đức. Lúc đó ở trên núi Bảo Đài thuộc huyện Phong Doanh (nay là Ý Yên) có chùa Cực Lạc là một ngôi chùa cổ nổi tiếng. Ông bà Cường biết tin, vội đem tiền gạo đến công đức, thắp nhang làm lễ cầu xin đức Phật ban phúc quả. Lễ xong ông bà trở lại nhà. Đêm đó khi ngủ bà mơ thấy có một người cao lớn, đang hoàng mặt mũi khôi ngô, mắt sáng tinh anh, từ trên không trung hạ xuống đứng thẳng trước mặt xưng: Thần là Duy Nhạc thần Tướng, theo lệnh của Ông trời, thấy ông bà là người phúc đức nên xuống làm con của ông bà. Quả nhiên từ đó bà mang thai. Đến ngày 8 tháng chạp năm Đinh Tị (957), bà sinh được một con trai, mặt mũi khôi ngô, mắt sáng như sao, tiếng như hổ gầm chuông kêu, tướng mạo đường hoàng, đặt tên là Bạo.
Bạo lớn nhanh, thông minh nhanh nhẹn hơn hẳn các bạn trẻ cùng trang lứa và ăn rất khoẻ gấp năm mười lần trẻ khác, bố mẹ nuôi Bạo rất vất vả. Nhưng càng lớn Bạo càng ngang ngược, nghịch ngợm bố mẹ răn dậy không được. Bạo lên tới 9 tuổi thì lần lượt bố mẹ qua đời, chỉ còn lại ông một mình, chuyên nghề ăn trộm. Trong huyện có viên quản mục họ Trương giữ việc tuần phòng. Trương rất gian ác, nhiều lần tìm mưu tính kế hại ông để lập công với quan trên. Một đêm hắn rình mò mãi mới bắt được ông Bạo. Hắn sai người trói ông Bạo lại, bỏ vào một cái rọ lợn khiêng vứt xuống hồ định dìm cho chết, nhưng may nhờ Thổ công giúp ông nhờ thủy thần kéo ông lên được. Dân làng khi ngủ đều mơ thấy Thổ công hiện lên bảo: Ông Bạo chính là Duy Nhạc thần tướng giáng sinh, có kẻ muốn làm hại ông Bạo muốn bỏ rọ trôi sông. Muốn sống thì các ngươi mau đi cứu ông Bạo, nếu không nghe thì dân sẽ chết hết không còn một mống. Dân làng Bối La rước ông Bạo về làng, từ đó nghe lời ông, làm theo mọi việc sắp xếp của ông. Ông Bạo chủ chương tách Bối La thành một khu riêng biệt, lo canh tác bảo vệ làng. Dân trong làng được nhờ ân đức của ông.
Quan huyện Thiên Bản dâng sớ tâu với triều đình nhà Đinh về sự mưu trí và dũng cảm của Phùng Cường Bạo. Đinh Tiên Hoàng lại sai sứ thần về tận làng Bối La, truyền lệnh cho Cường Bạo vào triều bệ kiến. Nhà vua thử tài võ nghệ và trí dũng của ông và cho rằng ông Bạo xứng đáng được nhận quan cao chức trọng ở triều đình, bèn phong chức lưu lại triều đình, nhà vua phong cho ông chức Quan Nội hầu, ban cho áo mũ và 100 hốt vàng, ban đất lộc điền ngay tại quê nhà. Nhà vua khuyên ông từ nay phải cúng giỗ tổ tiên, bố mẹ cho tròn chữ hiếu. Để nhắc nhở ông, nhà vua ban cho bố mẹ mỗi người 10 mẫu ruộng tự, truyền cho dân làng Bối La quê nội và Lãng Tình quê ngoại hàng năm đến ngày giỗ ông bà phải cùng lo ngày tế tự. Nhà vua còn ra lệnh miễn sưu dịch binh lương cho dân sở tại sau này khi ông Bạo qua đời, dân phải lập đền thờ. Nhà vua còn lệnh cho dân làng sở tại phải lập dinh phủ cho ông và truyền lệnh cho dân Bối La cùng quân sĩ mang kiệu cờ, trống linh đình rước ông Bạo về làng.

## Giai thoại

### Đánh bại Thần Sấm
Do Cường Bạo mắc một số lỗi làm Ông trời nổi giận, Ông trời bèn truyền cho Thiên Lôi thần xuống trị tội.
Thổ công nhà ông Bạo cũng có mặt trong buổi chầu vội bay về báo tin cho ông Bạo biết trước. Cường Bạo truyền cho dân làng mua thật nhiều dầu lạc, dầu vừng và hái thật nhiều lá mùng tơi đem giã nhuyễn, trộn với dầu rồi chưng lên, quét lên mái nhà. Quả nhiên chiều hôm sau, đúng giờ mùi, trời bỗng nổi cơn giông, mưa to gió lớn sấm chớp đùng đùng. Ông Bạo biết Thiên Lôi sắp xuống, liền cắm gậy đứng phục trong cửa. Thiên Lôi vâng lệnh Ngọc hoàng sát khí đùng đùng, một tay cầm cờ, một tay cầm búa từ trên trời bay xuống nhảy thẳng vào nóc nhà nhà ông Bạo, định đứng đó tìm cách đánh ông Bạo. Bất ngờ mái nhà Ông Bạo trơn khiến cho Thiên Lôi trượt ngã xuống đất, văng cả búa cờ ra xa. Từ trong nhà ông Bạo nhảy bổ ra lấy gậy đánh Thiên Lôi què chân, Thiên Lôi chống đỡ không được, cố bay lên không trung lùi về Thiên đình tâu với Ngọc Hoàng là bị ông Bạo đánh bại, lại bị tước cả búa và cờ.
Ngọc Hoàng sai vị thiên Lôi khác. Ông Bạo sai người nhặt nhiều ổi xanh, hạ mấy cây tre già, cưa ống thành từng đoạn vứt xuống đầy sân. Khi Thiên Lôi nhảy xuống sân bị ngã xoài trên mặt đất văng cả cờ lẫn búa, ông Bạo đã nấp sẵn trong cửa, xông ra lấy gậy đánh què chân.
Thất bại hai lần Ngọc Hoàng càng tức giận, cho rằng dân trong làng đã giúp Bạo đánh lại Trời, nên sai thủy thần dâng nước dìm chết cả. Thổ công biết vậy bèn về báo cho Cường Bạo, ông hợp dân lại bàn cách chống lại. Ngay hôm đó ông huy động dân chặt chuối làm bè, mối bè kết 12 cây chuối vững chắc rồi xếp lúa gạo đồ đạc lên trên, dân đưa gia đình lên bè ngồi mặc cho nước dâng cao, đến gần cửa nhà trời, ông đánh chiêng ầm ĩ, miệng thét lớn giữa tiếng hò vang rầm rộ của dân chúng. Ông trời vô cùng hoảng hốt, lại truyền gấp cho thủy thần hạ nước xuống. thủy thần vội sai hàng đàn rồng ra hút nước, nước rút nhanh chóng, không bao lâu làng mạc lại hiện ra như cũ, dân chúng khắp nơi đều kính phục.
Theo lệnh nhà vua, dân làng lập một toà đình phủ mới ở phía tây làng rồi rước ông về ở đó. Từ đó ông Bạo vui thú việc làng, việc nhà, dạy dân làm ăn.
Vào một buổi chiều hè, trời oi bức ông Bạo ra miễu cây ở cánh đồng Lục, vừa hóng mát, vừa xem thợ cấy cày trên đồng ruộng, không quên mang theo cây gậy đề phòng thiên Lôi đánh lén nhưng do cắm gậy đầu bờ để giúp một người dân cày ruộng mà để Thiên Lôi lấp trong mây bay xuống, giáng búa đánh lén vào người ông. Khi trời quang mây tạnh, người dân chạy ra thì đã thấy mối đùn con trâu cũng đang lấy sừng húc đất vun thành mộ lớn. Biết rằng ông Bạo đã hoá, dân làng thương tiếc làm lễ tang trọng thể và dâng sớ tâu với nhà vua.
Đinh Tiên Hoàng truyền cho dân sửa sang đình phủ thành đền thờ chở đá về xây lăng miếu ngay nơi mộ của ngài. Nhà vua sắc phong cho ông là Cường Bạo hiển linh Đại quan hầu đại vương, cho phép làng Bối La phụng thờ, xuân thu hai kì sai quan đến tế, dân còn cho lập ban thờ thổ công ngay cạnh đền thờ của ông. Tương truyền cái gậy của ông Bạo văng về tận làng Lãng Tình, quê mẹ của ông. Còn con trâu sau khi húc đất đắp mộ cho ông, đã chạy thẳng ra Bát Xã, Đồ Sơn sát biển.

### Dị bản
Cường Bạo chỉ có mẹ ở nhà vì cha chết từ thuở lọt lòng. Anh có người vợ là con gái một đạo sĩ. Anh hay chơi thân với Táo quân (thần bếp). Từ hôm đó mẹ anh nhiều lần khuyên con nên làm ăn cho phát đạt, nhưng anh không chịu nghe. Bởi thế mẹ anh phải tâu lên Ngọc Hoàng Ông trời.
Ngọc Hoàng phái ngay Thiên Lôi xuống trừng phạt. Táo quân lập tức báo tin cho Cường Bạo. Đêm đó Thiên Lôi cùng với thần Mưa thần Gió ầm ầm lao xuống, làm mưa làm gió dưới hạ giới. Thiên Lôi ngã uỵch vì thứ nước trơn Cường Bạo bôi lên mái nhà. Thần đã bị Cường Bạo chiếm lấy vũ khí.
Ngọc Hoàng cử Long Vương xuống hạ giới trừ ngay Cường Bạo. Ngài sai Quận Rết, rồi Quận Rắn. Đều bị Cường Bạo hạ ngục. Ngài phải tâu lên Diêm Vương chuyện bộ hạ của mình đi có về không. Diêm Vương cử Quận Cú lên bắt Cường Bạo. Quận Cú bị Táo Quân lừa khiến Cường Bạo bình an vô sự. Diêm Vương tâu lên Ngọc Hoàng.
Ngọc Hoàng hạ lệnh cho Long Vương hợp sức với Thiên Lôi và các thần Mưa thần Bão mau mau dâng nước cho thật cao làm cho vợ chồng Cường Bạo chìm xuống đáy biển, lôi cổ đến trị tội. Sau Người bảo các thần kia cùng Thủy thần về trời và rút nước. Long Vương không cam chịu, sai một con cua ra ngoài đồng, Cường Bạo đi qua dẫm vào và qua đời.

## Dấu vết lịch sử
Phía tây làng Bối La cây cối mọc um tùm, đất cao rộng có ngôi đền thờ Cường Bạo Đại Vương theo kiểu chữ đinh nhìn về hướng nam. Nhìn chếch về phía tay nam là lăng mộ của ngài. Đền còn dấu tích kiến trúc nhà Lê, nhưng đã được trùng tu từ thời Thành Thái. Hậu cung chia thành cấm cung và điện thần, cung cấm có khám thờ lớn, đặt trong tượng Cường Bạo đại vương bằng đồng cao tới 1.6m ngồi trên một bệ đá, đầu đội mũ cánh chuồn, chân đi hia. Tương truyền rằng đây chính là nơi ông Cường Bạo chết. Trong đền, có một số câu đối của các văn nhân nổi tiếng đất Sơn Nam, tiêu biểu:
Kinh thiên cố sự danh tam giới

Đạp địa dư tinh khoá lục kỳ
Dịch:
Kinh trời chuyện cũ lừng ba cõi

Dậy đất dấu thiêng vượt sáu kỳ
Hay đôi câu đối như sau:
Ái Châu chính khí thu quang nhạc

Thiên bản lục kỳ cắng cổ kim
Dịch:
Khí thiêng châu Ái đã hoà cùng non nước

Chuyện lạ Thiên Bản sống mãi với thời gian